# Гад-Єром
Гад-Єро́м — невеликий острів в Червоному морі в архіпелазі Дахлак, належить Еритреї, адміністративно відноситься до району Дахлак регіону Семіен-Кей-Бахрі.

## Географія
Розташований на північний захід від острова Ентайдель. Має краплеподібну, видовжену з півночі на південь, форму. Довжина 550 м, ширина до 250 м. Острів облямований кораловими рифами.